# Torneo de Chennai 2011
El Aircel Chennai Open (Torneo de Chennai) es un evento de tenis de la serie 250, se disputó en Chennai, India en el SDAT Tennis Stadium desde el 3 de enero hasta el 9 de enero.

## Campeones
- Individuales masculinos:  Stanislas Wawrinka derrota a  Xavier Malisse, 7-5, 4-6 y 6-1

- Dobles masculinos:  Leander Paes /  Mahesh Bhupathi derrotan a  Robin Haase /  David Martin 6-2 6-7(3) 10-7 (MTB)

## Puntos y premios
El torneo se realiza con una inversión de 450,000 dólares, de los cuales, 398,250 son entregados a los tenistas de la siguiente forma:
- Singles

| Ronda            | Puntos ATP | Premios ATP |
| Campeón          | 250        | 68.850      |
| Finalista        | 150        | 36.250      |
| Semifinal        | 90         | 19.640      |
| Cuartos de final | 45         | 11.190      |
| Segunda ronda    | 20         | 6.595       |
| Primera ronda    | 0          | 3.905       |
| Clasificado      | 12         |             |
| Clasificación R3 | 6          | 670         |
| Clasificación R2 | 0          | 320         |
| Clasificación R1 | 0          | 0           |

- Dobles

| Ronda            | Puntos ATP | Premios ATP |
| Campeón          | 250        | 22.000      |
| Finalista        | 150        | 11.600      |
| Semifinal        | 90         | 6.300       |
| Cuartos de final | 45         | 3.600       |
| Primera ronda    | 0          | 2.100       |